# Gekido Advance: Kintaro's Revenge
Gekido Advance: Kintaro's Revenge est un jeu vidéo de type beat them all développé par Naps Team et édité par Zoo Digital Publishing, sorti en 2002 sur Game Boy Advance.
Il fait suite à Gekido: Urban Fighters sur PlayStation.

## Accueil
- GameSpot : 6,9/10[1]